# Китаєнко Дмитро Георгійович
Дмитро Геогрійович Китаєнко (рос. Дмитрий Георгиевич Китае́нко, нар. 18 серпня 1940) — радянський і російський диригент.
Освіту отримав у Ленінградському хоровому училищі та Ленінградській консерваторії та аспірантурі при Московській консерваторії у професора Л. М. Гінзбурга. Був диригентом-стажистом Оперної Студії Московської консерваторії з 1966 по 1969 роки.
Стажувався в Віденській Академії музики під керівництвом професорів Г. Сваровського і К. Естеррайхера. Відвідував семінари Герберта фон Караяна.
З 1969 диригент, з 1970 по 1976 — Головний диригент Музичного театру імені Станіславського і Немировича-Данченко.
- 1976—1990 ― Головний диригент і художній керівник академічного симфонічного оркестру Московської філармонії.

З 1990 працює за кордоном:
- 1990—1996 ― Головний диригент симфонічного оркестру Франкфуртського радіо (Німеччина).
- 1990—1998 ― Головний диригент Бергенського Філармонічного оркестру[en] (Норвегія).
- 1990—2004 ― Головний диригент Бернського Симфонічного оркестру (Швейцарія).
- 1999—2004 ― Головний диригент Симфонічного оркестру Корейської Радіомовної Корпорації (KBS)[en] (Південна Корея)

Дискографія Дмитра Китаенко включає повні записи симфоній Римского-Корсакова, Скрябіна, Рахманінова, Гріга, Стравінського, Шостаковича, Прокоф'єва; запис опери Римського-Корсакова «Золотий півник», музику балету Прокоф'єва «Ромео й Джульетта», «Реквієм» В. Артемова, 6 симфоній Харальда Северуда, «Зиґфріда» Вагнера й інших записів.

## Нагороди і звання
- 1969 ― Лауреат Першого конкурсу диригентів Герберта фон Караяна в Західному Берліні.
- 1980 — Премія ім. Ленінського комсомолу.
- 1984 — народний артист СРСР.
- 1988 — Державна премія РСФСР.